# Факультативный симбиоз
Факультативный симбиоз (протокооперация) — форма симбиоза, при которой совместное существование взаимно выгодно, но, в отличие от облигатного симбиоза (где сосуществование организмов жизненно необходимо для каждого), является необязательным, то есть каждый из организмов при отсутствии партнёра может жить самостоятельно.
Подобные отношения достаточно распространены и играют важную роль в природе.

## Примеры
Некоторые виды кишечнополостных прикрепляются к крабам, питаются остатками пищи, используют краба для передвижения, а взамен маскируют его, тем самым защищая от хищников.
Рыбы-чистильщики (губаны, бычки, рифовые окуни, рыбы-бабочки и др.) освобождают крупных рыб от наружных паразитов.
Некоторые виды муравьёв питаются выделениями тлей и при этом защищают их от птиц.
Некоторые птицы выклёвывают паразитов из складок носорога и предупреждают их об опасности криком.
Пчёлы опыляют растения, питаясь при этом нектаром.